# 有馬式夫
有馬 式夫（ありま のりお、1941年4月12日 - 2016年2月21日）は、日本の牧師。日本基督教団成増キリスト教会牧師、日本牧会カウンセリング協会会員。
中田重治の孫。

## 略歴
- 1941年、中田重治の三女・福音使のリリを母としてと、ハルピン鉄路局電気科の職員有馬純治を父として、満洲国ハルビン市に生まれる。[1]
- 1942年6月、東京聖書学院を卒業後福音使として奉仕していた母リリが宗教弾圧のために投獄され、教会は解散を命じられる。
- 1953年、北京での生活を経て、終戦8年後、一家で東京に引き揚げる。
- 1960年、私立大成高校卒業（奨学生）
- 1967年、東京神学大学卒業（旧約学専攻、神学士）
- 1962年以来、精神病院や老人施設でレクリエーション療法およびカウンセリングの奉仕を継続
- 1980年以来、末期配慮の奉仕を継続

## 著書
- 『牧会カウンセリング入門』（新教出版社）
- 『現代教会こころ事情』（新教出版社）